# Большое Оксилово
Большое Оксилово — деревня в Никольском районе Вологодской области.
Входит в состав Вахневского сельского поселения, с точки зрения административно-территориального деления — в Вахневский сельсовет.
Расстояние по автодороге до районного центра Никольска — 40 км, до центра муниципального образования Вахнево — 1,5 км. Ближайшие населённые пункты — Вахнево, Подгорье, Захарово.
По переписи 2002 года население — 57 человек (23 мужчины, 34 женщины). Всё население — русские.